# Leptotrichum pruinosum
Leptotrichum pruinosum là một loài rêu trong họ Ditrichaceae. Loài này được Müll. Hal. mô tả khoa học đầu tiên năm 1896.